# Lợn lùn
Lợn lùn (danh pháp hai phần: Porcula salvania) là một loài lợn thuộc họ Suidae, trước đây sinh sống trải rộng tại Ấn Độ, Nepal, và Bhutan, nhưng hiện nay chỉ còn tại bang Assam. Quần thể toàn cầu hiện tại khoảng 150 cá thể trưởng thành hoặc ít hơn.

## Hình ảnh

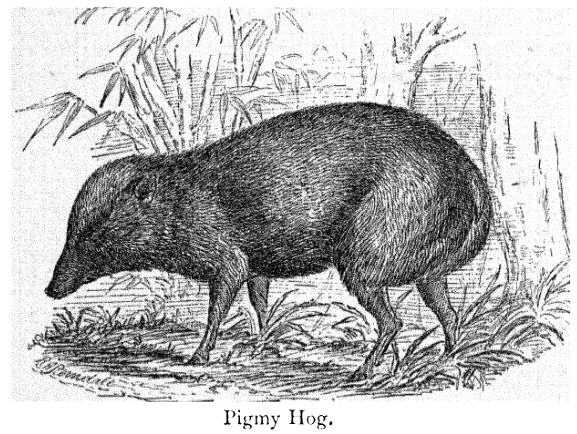
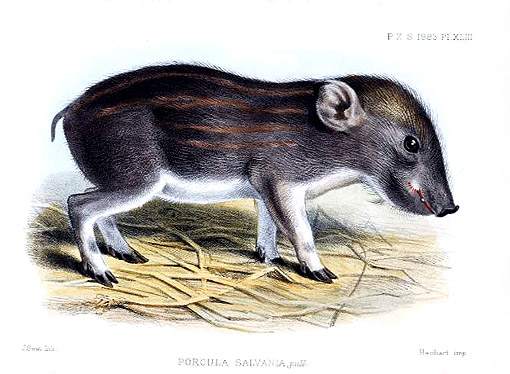
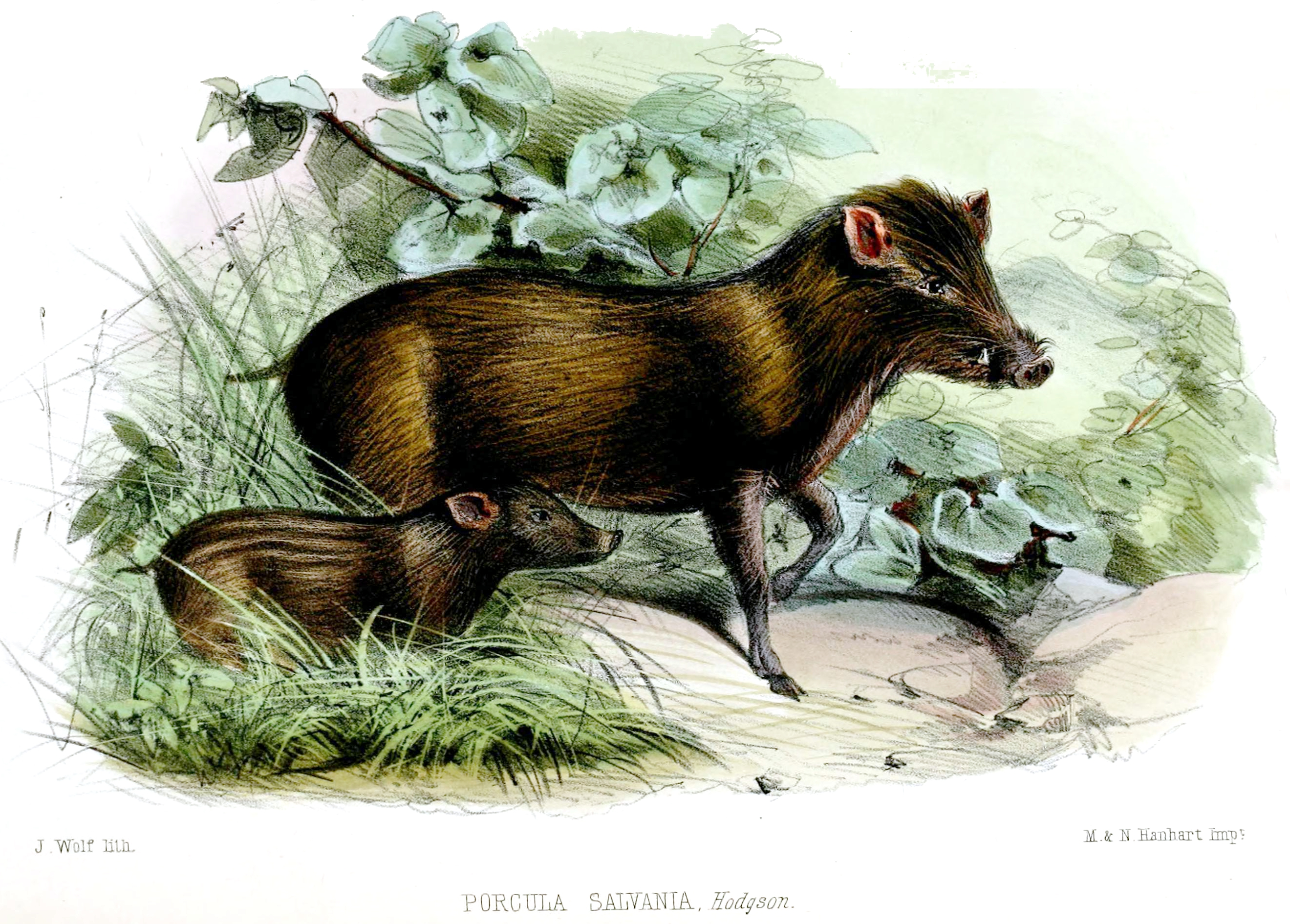